# River Dleau Manioc
Der River Dleau Manioc ist ein Fluss im Westen von Dominica im Parish Saint Joseph.

## Geographie
Der River Dleau Manioc entspringt am Nordhang des Morne Negres Marrons bei D’Leau Manioc (Caye en Boucs) und erhält von Norden einen weiteren Zufluss vom zentralen Bergkamm von Dominica (⊙). Die Quellen entspringen aus denselben Grundwasserleitern wie die Quellen des Fond Figues River, der nach Osten, zum Castle Bruce River hin entwässert. Die Quellbäche laufen von Süden und von Norden aufeinander zu und vereinigen sich östlich von Bells. Von dort verläuft der Fluss nach Westen und mündet bei Bells von Osten und links in den Laurent River.